# Bárány Sándor
Bárány Sándor (Vári, 1937. február 27. – Miskolc, 2023. május 30.) kolloidkémikus, egyetemi tanár, a Miskolci Egyetem professor emeritusa (2007).

## Életpályája
Az akkori Csehszlovákia Beregovo járásában, Varyban született (magyarul Vári). A második világháború után a Szovjetunió állampolgáraként neve átírásra került, és Alekszandr Alekszandrovicsnak fordították. Úgy lett A.A. Baran a szakirodalomban, hogy nem kérték beleegyezését ehhez a változtatáshoz. A középiskolát aranyéremmel végezte Beregszászon, majd 1954–1959 között kémiát tanult a kijevi Tarasz Sevcsenko Egyetemen. 
Fizikai kémia „aspiránsként” (PhD-hallgatóként) az Ukrán Akadémia Fizikai Kémiai Intézetében kutatott 1961 és 1964 között. 1965-ben védte meg tudományos kandidátusi (PhD) disszertációját „Radiometric study of counter-ionadsorption during coagulation of lyophobic sols” címmel. 1982-ben tudományos doktori értekezése már a polimertartalmú diszperz rendszerek elektromos felületi tulajdonságairól és stabilitásáról szólt, melyet a Leningrádi Egyetemen (Szovjetunió) védett meg.
1964 és 1991 között kutatói, tudományos főmunkatársi, csoportvezetői és laboratóriumvezetői pozíciókat töltött be az Ukrán Tudományos Akadémia Fizikai Kémiai Intézetében, ill. Kolloid- és Vízkémiai Intézetében, Kijevben. 1992-ben meghívást kapott a Miskolci Egyetemre, ahol tudományos tanácsadóként, tanszékvezetőként, a  Kémiai Intézet igazgatójaként, majd 2007-től professor emeritusként dolgozott. 
1995–1996 között a Georgia Institute of Technology (Atlanta, USA), majd 2007–2011-ben a Kassai Műszaki Egyetem (Szlovákia) vendégprofesszora. 1996 és 2006 között a Utahi Egyetem (Salt Lake City, USA) adjunktusa. 2012-től Beregszászon (Ukrajna) a II. Rákóczi Ferenc Kárpátaljai Magyar Főiskolán kémiaprofesszor.
A világ számos országában oktatott kolloidkémiát és kolloidok elektrokémiáját (Magyarország, Szlovákia, Ukrajna, Kazahsztán, USA, Japán és Argentína), valamint a Miskolci Egyetemen és a II. Rákóczi Ferenc Kárpátaljai Magyar Főiskolán szerves és általános kémiát, valamint vízkezelést és polimerkémiát. 

## Kutatási területe
A kolloidtudomány olyan területeit művelte, mint az ionok, felületaktív anyagok, polimer adszorpciója, kolloidstabilitás, az elektrolitok és polielektrolitok által kiváltott koaguláció kinetikája, az elektromos kettős réteg (EDL) szerkezetének tanulmányozása, lineáris és nemlineáris elektroforézis, alumíniumsók hidrolízistermékeinek részecskeaggregációja, a diszpergált részecskék stabilizálása és flokkulálása, beleértve a polimerek és keverékeik szuszpenzióit, a szén nanocső szuszpenziók tulajdonságai és stabilitását.
Munkájának az eredményeit több mint 300 közleményben publikálta, köztük 7 könyv és 12 könyvfejezet jelent meg.

## Díjak, elismerések
- Széchenyi István-ösztöndíj (2000–2004)
- Miskolci Egyetem doctor honoris causa (2015)